# Ростов (гостиница, Ростов-на-Дону)
Гостиница «Ростов» — крупная трёхзвёздочная гостиница в историческом центре Ростова-на-Дону, расположена в Октябрьском районе. Построена в 1934 году в стиле советский конструктивизм по проекту архитекторов И. Е. Черкесиана, Х. Х. Чалхушьяна и Л. Л. Эберга. Является старейшей действующей гостиницей в Ростове-на-Дону. С 2012 года в здании расположен отель Marins Park Hotel Rostov сети Marins Hotels. 

## Описание
Характерными чертами конструктивизма, в стиле которого построено здание, были геометричность форм, аскетическая сухость фасадов; функциональная планировка, серые, неокрашенные фасады из железобетона; большие площади остекления; ленточный характер окон (вертикали или горизонтали); плоские крыши, скрытые за парапетами; зримо читаемая конструкция здания.

Памятник А. А. Ханжонкову возле отеля

Конструктивистский аскетизм объемно-пространственного решения здания сочетается с симметричным построением главного фасада, уравновешенностью масс корпусов. Основной объём главного фасада переходит в семиэтажный корпус. Вход с Красноармейской улицы оформлен большим полукруглым эркером. Главный вход выделен двумя пилонами. Симметричность фасада подчеркивает горельеф «Великое созидание» в верхней центральной части главного фасада, венчающий блок эркеров, пронизывающих три этажа. Авторы горельефа, изображающего семь трудящихся мужских фигур, — скульпторы С. Г. Корольков, Е. В. Вучетич. Горельеф и эркеры очерчены с обеих сторон пилястрами. Первоначально горельеф предполагал трехчастную композицию, но на фасаде воплотилась лишь одна его часть.
Внутри находятся просторный светлый вестибюль, лифт, широкие мраморные лестницы, двухсветный зал ресторана с антресолями, имеющий самостоятельный вестибюль и лестницу. Он рассчитан на 350 мест. Светящийся изнутри подвесной потолок из стекла придает залу ресторана нарядность и торжественность. Потолок главного вестибюля тоже подвесной. Зал состоит из белых реечных кессонов, в которые вставлены матовые стекла квадратной и круглой формы. Перед входом разбит небольшой сквер.

## История

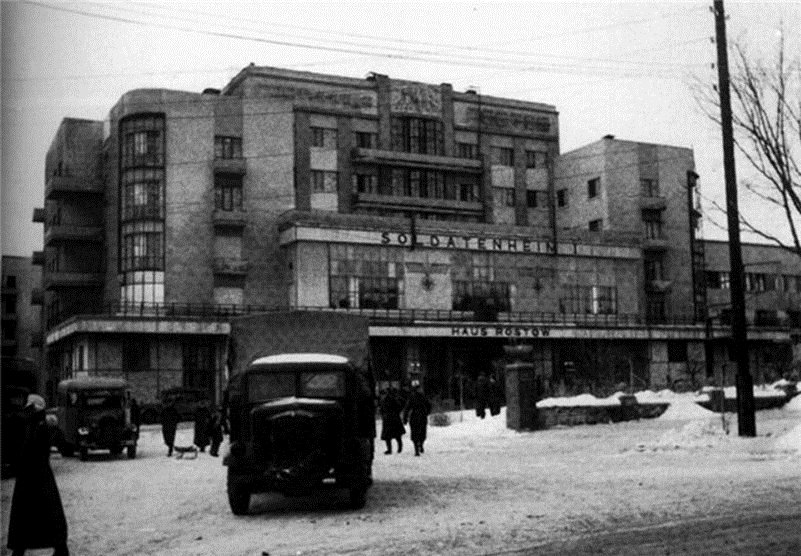
Здание гостиницы в 1942 году, во время оккупации

В период оккупации в здании находился немецкий солдатский клуб. Во время освобождения города гостиница пострадала. После войны в бывших номерах разместились комнаты коммунальных квартир. Из окон выходили трубы печей-буржуек. Из-за плотной заселённости здания власти Ростова-на-Дону долго не могли приступить к его восстановлению. Реконструкция была закончена только в 1965 году под руководством архитектора Л. Л. Эберга. Гостиница «Ростов» стала последним восстановленным после войны зданием в Ростове-на-Дону. Её первоначальный облик при этом был частично утрачен: демонтированы колонны, пронизывающие два этажа вверх, тёмный цвет оконных рам был заменён белым.